# Gare de Créteil-Pompadour
Gare de Créteil-Pompadour – stacja kolejowa w Créteil, w departamencie Val-de-Marne, w regionie Île-de-France, we Francji. 
Została otwarta 15 grudnia 2013, wraz z wejściem nowego rozkładu jazdy, zastępując znajdującą się 800 metrów na południe stację Villeneuve-Prairie.